# Oceánský svět
Oceánský svět, známý také jako vodní planeta nebo oceánská planeta, je hypotetický typ planety, jejíž povrch pokrývá rozsáhlý oceán vody. Takový oceán může být na povrchu planety, pod jejími ledovými vrstvami, nebo ji může celou obklopovat. Typickým příkladem je Země, jediný známý objekt s trvalými oceány na povrchu.

## Charakteristika
Oceánské světy mohou být pokryty globálním oceánem tekuté vody, který buď zcela pokrývá povrch, nebo se nachází pod vrstvou ledu. V některých případech se předpokládá, že by oceán mohl být složen z jiné kapaliny, například amoniaku nebo uhlovodíků, jako je tomu na Titanu.
Ve Sluneční soustavě jsou jako oceánské světy považovány například měsíce Europa a Enceladus, u kterých se předpokládají podpovrchové oceány.

## Význam pro astrobiologii
Oceánské světy představují zajímavý cíl pro výzkum astrobiologie, protože mohou obsahovat podmínky příznivé pro vznik a existenci života. Podobně jako na Zemi by mohly poskytovat tekutou vodu, zdroje energie a chemické sloučeniny potřebné pro vznik života.

## Exoplanety
Několik exoplanet bylo identifikováno jako potenciální oceánské světy, včetně planet jako Kepler-22b, Kepler-62f nebo GJ 1214 b.